# Авшич, Якоб
Якоб «Яка» Авшич (словен. Jakob "Jaka" Avšič; 24 апреля 1896, Клече, Любляна — 2 января 1978, там же) — югославский военный и политический деятель, участник Народно-освободительной войны Югославии. Жупан (мэр) Любляны (1951—1953).

## Биография
Родился 24 апреля 1896 года в местечке Клече (пригород Любляны). В 1915 году был призван в армию Австро-Венгрии, участвовал в Первой мировой войне. В 1916 году перебежал на сторону русской армии, участвовал в боях на Салоникском фронте.
В 1928 году Якоб Авшич окончил Военную академию Белграда и был зачислен в армию Югославии. Накануне Второй мировой войны был полковником Королевской армии. Участвовал в Апрельской войне против нацистской Германии, после капитуляции перешёл на сторону четников. Генералом Драголюбом Михайловичем был назначен представителем четников в Словении, однако незадолго до своего отправления перешёл на сторону партизан Иосипа Броза Тито. Благодаря стараниям Авшича в армию партизан перешли ещё несколько десятков солдат.
В годы Народно-освободительной войны Югославии Якоб был членом Верховного штаба НОАЮ и Генерального штаба НОАЮ в Словении. В 1943 году был избран в состав Антифашистского вече народного освобождения Югославии и Словенского народно-освободительного совета, был также представителем партизан на Кочевском совещании. После освобождения страны и завершения войны возглавлял Югославскую военную миссию в Берлине. На пенсию вышел в 1947 году в звании генерал-полковника.
После войны работал республиканским депутатом Словении до 1953 года и послом Югославии в Австрии. В 1951 году был назначен министром лесной промышленности Югославии и мэром Любляны, обе должности оставил в 1953 году. Работал депутатом Союзной Скупщины Югославии с 1953 по 1958 годы. Скончался 2 января 1978 года в Любляне.
Был награждён медалью «Партизанская память 1941». С Савой Оровичем был одним из первых генерал-лейтенантов Югославии.